# Pal·làntides
Els Pal·làntides són els cinquanta fills de Pal·lant i, per tant, són nets del rei d'Atenes Pandíon, nebots d'Egeu i cosins germans de Teseu.
Van creure durant molt de temps que Egeu no tenia més fills, perquè Teseu, educat lluny d'Atenes, els era desconegut, i esperaven rebre la successió i també el regne d'Atenes quan Egeu morís. Però Teseu va tornar de Trezè i va ser reconegut pel seu pare. Els Pal·làntides van oposar-se a aquest reconeixement i no van acceptar la legitimitat del seu cosí. Els atenesos no van fer cas de les raons dels Pal·làntides, i van proclamar rei Teseu. Llavors el fills de Pal·lant van llençar-se contra ell, però van ser vençuts i morts. Per purificar-se de la seva mort, Teseu i la seva esposa Fedra van estar un any exiliats a Trozen. O una altra versió explica que Teseu va ser absolt per un tribunal atenès.